# Вдова с острова Сен-Пьер
«Вдова с острова Сен-Пьер» (фр. La veuve de Saint-Pierre) — фильм режиссёра Патриса Леконта. Участник конкурсных программ XXII ММКФ, Золотой глобус, Сезар.

## Сюжет
1849 год. На острове Сен-Пьер, принадлежащем Франции, двое подвыпивших бродяг ночью зверски убивают мужчину. Единственного выжившего из двух виновных, Нила Огюста, приговаривают к смерти. Но на острове нет ни гильотины, ни палача. По запросу местной администрации французские власти везут орудие казни c далекого острова Мартиника. Но стать палачом никто так и не решается...
Всё это время Нил Огюст находится под стражей и со смирением ждёт исполнения приговора. Жену капитана, человека прогрессивных убеждений, мадам Ла, особенно заботит судьба осужденного, в котором она видит много добра и простоты. Она не может представить себе, что он действительно плохой человек, и надеется, что хорошими делами он искупит свой ужасный поступок.
Под давлением добросердечной и впечатлительной супруги, к большому неудовольствию властей, капитан разрешает приговоренному свободно перемещаться по острову, помогая местным вдовушкам по хозяйству. Мало-помалу, с помощью своей благодетельницы, осуждённый проявляет свои лучшие качества, становится незаменимым и популярным человеком на острове и даже вступает в брак с молодой вдовой.
Но когда на остров прибывает, наконец, гильотина, а властям удается найти палача, неминуемо должно свершиться правосудие. Мадам Ла делает всё от неё зависящее, чтобы остановить исполнение приговора. Любовь к жене ведёт капитана к нарушению закона, он противостоит осуществлению приговора, за что попадает под военный трибунал. Мадам Ла лишается обоих близких ей людей...

## В ролях
- Жюльет Бинош — Паулина (мадам Ла).
- Даниель Отёй — Жан (капитан).
- Эмир Кустурица — Ариэль Нил Огюст.
- Мишель Дюшоссуа — губернатор.
- Филипп Маньян — президент Вено.
- Кристиан Шарметан — комиссар военно-морского флота.
- Филипп дю Жанеран — главный таможенник.
- Морис Шевит — отец губернатора.
- Катрин Ласко — Мальвиле.
- Жислен Тремблэ — господин Шевассу.

## Награды и номинации
Золотой глобус, США, 2001
- Номинирован на «Золотой Глобус» в номинации «Лучший фильм на иностранном языке»

Фестиваль Американского института киноискусства AFI Fest 2000
- Номинирован на Гран-При жюри — Патрис Леконт

Chlotrudis Awards 2002
- Номинирован на Chlotrudis Премия «Лучший актёр» — Даниэль Отой
- Номинирован на премию «Лучшая операторская работа» — Эдуардо Серра

Сезар, Франция, 2001
- Номинирована на «Лучшая актриса» — Жюльетт Бинош
- Номинирован на «Лучший актёр второго плана» — Эмир Кустурица

Film Critics Circle of Australia Awards 2001
- Номинирован FCCA — Лучший фильм на иностранном языке

Jutra Awards 2002
- Номинирован Jutra «Лучшее художественное оформление» — Mario Hervieux

Московский международный кинофестиваль, 2000
- Номинирован на Золотого «Святого Георгия» — Патрис Леконт

Sant Jordi Awards 2001
- Награда Sant Jordi «Лучший иностранный актёр» — Даниэль Отой